# Farm Frites (bedrijf)
Farm Frites is een producent van diepvries-aardappelproducten met het hoofdkantoor in het Nederlandse Oudenhoorn (Zuid-Holland). De onderneming is opgericht in 1971 en maakt voornamelijk friet.
Het bedrijf bezit vijf productielocaties: Hellevoetsluis (gebied Oudenhoorn), Lommel en Sint-Truiden (België), Lębork (Polen) en Cairo (Egypte). Er werken ongeveer 1500 mensen. Farm Frites verwerkt ongeveer 1,3 miljoen ton aardappelen per jaar en heeft een omzet van 300 miljoen euro.
In het Chinese stad Wudan in Binnen-Mongolië, prefectuur Chifeng, bouwt Farm Frites in 2017 samen met de Chinese firma Linkage een fritesfabriek die tien ton aardappelen per uur kan verwerken.
Tussen 1996 en 2003 sponserde Farm Frites wielerploegen, bij de heren TVM-Farm Frites (1996-2000) en Domo-Farm Frites (2001-2002), bij de vrouwen tussen 1999 en 2004 Farm Frites - Hartol.